# Старостин, Михаил Леонтьевич (гонщик)
 Михаил Леонтьевич Старостин  (род. 24 февраля 1955, Октябрьский, Башкирская АССР, РСФСР) — спидвейный гонщик и тренер. Многократный чемпион России и СССР в командном и личных зачётах. Почётный Президент СТК «Башкирия» (г. Октябрьский).

## Биография
Михаил Леонтьевич Старостин родился 24 февраля 1955 года в Октябрьском Башкирской АССР, где и стал заниматься спидвеем; первый тренер — Михаил Ворсин. Показавшего успешные результаты гонщика пригласили в клуб «Башкирия» из Уфы, за который тот провёл большую часть карьеры (1973—1996). За это время Старостин неоднократно становился чемпионом РСФСР и СССР как в командном, так и в личном зачёте, дважды пробивался в финал личного чемпионата мира, неоднократно выступал в составе сборной СССР. В 1975 г. сборная СССР со Старостиным в составе стала серебряным призёром чемпионата мира, однако в финале гонщик не провёл ни одного заезда.
В 1974 году после международных соревнований, проходивших в Великобритании, спортсмену предлагали остаться в Англии, однако тот отказался.
В 1997 году вернулся в Октябрьский, в команду «Лукойл». В 2002 году в возрасте 47 лет завершил спортивную карьеру, перейдя на тренерскую работу, которой занимался до 2008 года.
Заслуженный мастер спорта России, награждён знаком отличия «За самоотверженный труд в Республике Башкортостан».

## Среднезаездный результат
| Лига        | 1972           | 1973                  | 1974                  | 1975           | 1976         | 1977           | 1978           | 1979           | 1980           | 1981           | 1982           |
| ----------- | -------------- | --------------------- | --------------------- | -------------- | ------------ | -------------- | -------------- | -------------- | -------------- | -------------- | -------------- |
| (А)         | -              | 1,489 Башкирия        | 1,750 Башкирия        | ??? Башкирия   | ??? Башкирия | ??? Башкирия   | ??? Башкирия   | ??? Башкирия   | ??? Башкирия   | ??? Башкирия   | 2,430 Башкирия |
| (Б)         | 0,688 Нефтяник | -                     | -                     | -              | -            | -              | -              | -              | -              | -              | -              |
| Лига        | 1983           | 1984                  | 1985                  | 1986           | 1987         | 1988           | 1989           | 1990           | 1991           | 1992           | 1993           |
| (А/ВЛ) //   | ??? Башкирия   | ??? Башкирия          | ??? Башкирия          | 2,648 Башкирия | -            | 2,625 Башкирия | 2,750 Башкирия | 3,455 Башкирия | 2,833 Башкирия | 2,750 Башкирия | 2,250 Башкирия |
| (Б/1Л)      | -              | -                     | -                     | -              | ??? Башкирия | -              | -              | -              | -              | -              | -              |
| (II)        | -              | -                     | -                     | -              | -            | -              | -              | -              | -              | 1,820 Шлёнск   | 2,297 Ванда    |
| Лига        | 1994           | 1995                  | 1996                  | 1997           | 1998         | 1999           | 2000           | 2001           | 2002           | 2003           | 2004           |
| Флаг России | 2,737 Башкирия | 2,258 Лукойл-Башкирия | 2,500 Лукойл-Башкирия | 2,583 Лукойл   | 2,400 Лукойл | 2,417 Лукойл   | 2,286 Лукойл   | 1,684 Лукойл   | 1,778 Лукойл   | -              | -              |
| (II)        | 2,304 Ванда    | 1,784 Ванда           | 1,667 Люблин          | -              | -            | -              | -              | -              | -              | -              | -              |

## Достижения
| - Чемпионат СССР/СНГ по спидвею среди юниоров: в личном зачёте — 1 место (1974) - Чемпионат СССР/СНГ по спидвею в личном зачёте — 1 место (1979, 1980, 1981, 1983, 1990), 2 место (1982, 1987), 3 место (1977, 1978, 1984, 1991, 1992) в командном зачёте — 1 место (1979, 1981, 1982, 1983, 1988), 2 место (1975, 1976, 1980, 1984), 3 место (1974, 1977, 1978, 1985, 1989, 1992) - Спартакиада народов СССР в личном зачёте — 1 место (1979, 1983, 1990), 2 место (1986) в командном зачёте — 1 место (1979, 1983, 1986) - Кубок СССР в парном зачёте — 1 место (1988) - Чемпионат России по спидвею в командном зачёте — 1 место (1993, 1997, 1999, 2000), 2 место (1995, 1998, 2001, 2002) в личном зачёте — 1 место (1975, 1981, 1985, 1986, 1987, 1990, 1991), 2 место (1976, 1982, 1988, 1989, 1997, 1998, 2000) в парном зачёте — 3 место (1998, 2000) - Спартакиада народов России в личном зачёте — 1 место (1975, 1986, 1990), в командном зачёте — 1 место (1983), 2 место (1986), 3 место (1990) | - Обладатель «Золотого шлема Австрии» (1976) - Обладатель приза «Золотая богиня» (1980, Италия) - Двукратный победитель Кубка Балтийского моря (1976, 1991) - Победитель турнира на приз болгарской газеты «Народен младеж» (1987) |  |